# 현대 T엔진

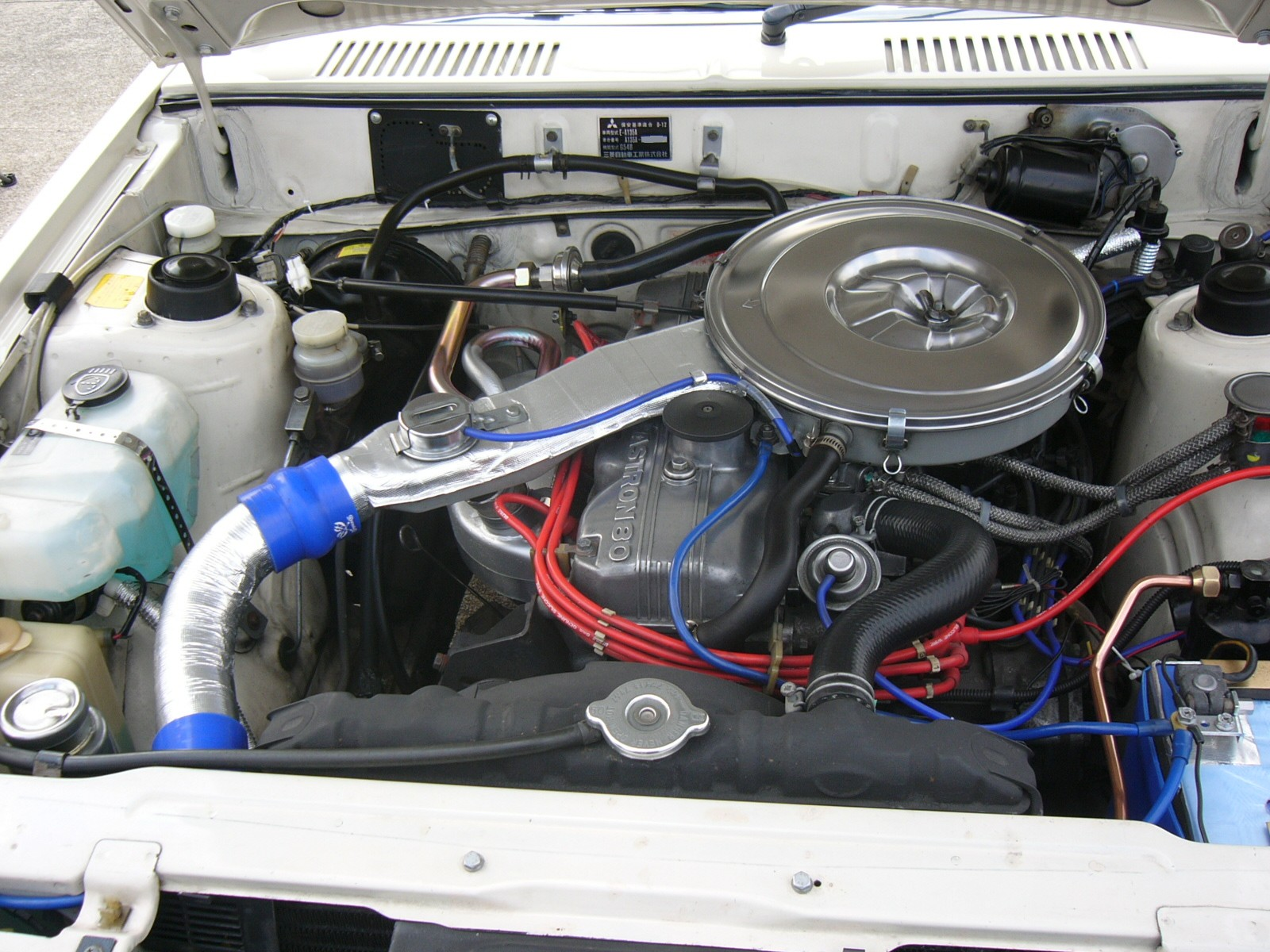
현대 T엔진의 원조인 미쓰비시 아스트론 엔진

현대 T엔진은 미쓰비시의 아스트론 엔진(디젤)을 기반으로 현대자동차가 라이센스로 생산한 엔진으로, 현대정공에서 미쓰비시 파제로를 국산화한 현대 갤로퍼와 현대 포터, 현대 그레이스, 현대 스타렉스 등의 소형 상용차에 사용된 디젤 엔진이다. 대한민국의 형식명은 D4B 계열이며, 후속 엔진은 이 엔진을 기반으로 개량한 A엔진(D4C 계열)이다.
원본인 아스트론 엔진은 디젤 사양뿐만 아니라 가솔린 사양도 존재하며, 가솔린 엔진은 미쓰비시 갤랑 등의 차종에 탑재되었다. 일본 현지에서의 형식명은 4D5 계열이다.